# Franz Seraph von Destouches
Franz Seraph von Destouches (ur. 21 stycznia 1772 w Monachium, zm. 10 grudnia 1844 tamże) – niemiecki kompozytor, dyrygent i pianista.

## Życiorys
W latach 1787–1791 był uczniem Josepha Haydna w Wiedniu. Następnie występował jako pianista w Austrii i Szwajcarii. W 1797 roku został dyrektorem muzycznym w Erlangen. Od 1799 do 1809 roku przebywał w Weimarze, gdzie był nauczycielem muzyki w seminarium i gimnazjum książęcym oraz koncertmistrzem i drugim dyrygentem teatru. W latach 1810–1814 wykładał teorię muzyki na uniwersytecie w Landshut. W następnych latach działał jako kapelmistrz m.in. na dworze książąt Oettingen-Wallerstein oraz w Bad Homburg vor der Höhe. W 1842 roku wrócił do rodzinnego Monachium.
Tworzył w stylu wczesnoromantycznym, w tym cieszącą się popularnością muzykę do sztuk scenicznych Szekspira, Schillera i Kotzebuego. Po śmierci kompozytora jego twórczość popadła w zapomnienie.

## Wybrane kompozycje
(na podstawie materiałów źródłowych)

### Opery
- Die Thomasnacht (wyst. Monachium 1792)
- Das Missverständniss (wyst. Weimar 1805)
- Die blühende Aloë (ok. 1805)
- Der Teufel und der Schneider (wyst. Monachium 1851)

### Muzyka do sztuk teatralnych
- Turandot Friedricha Schillera (1802)
- Die Braut von Messina Friedricha Schillera (1803)
- Die Jungfrau von Orleans Friedricha Schillera (1803)
- Wilhelm Tell Friedricha Schillera (1804)
- Die Hussiten von Naumburg Augusta von Kotzebuego (1804)
- Wanda, Königin der Sarmaten Zachariasa Wernera (1805)

### Inne
- Koncert fortepianowy
- Koncert klarnetowy
- Agnus Dei
- oratorium Die Anbentung am Grabe Christi (1805)